# Star Academy
Star Academy, chiamato Operación Triunfo (operazione trionfo) nei paesi di lingua spagnola, è un talent show di musica pop. 
Il format è nato nei Paesi Bassi prodotto da Endemol, venendo poi esportato in 50 paesi. Una versione italiana è stata prodotta una prima volta nel 2002 con il titolo Operazione trionfo e una seconda volta nel 2011 con il titolo Star Academy.

## Versioni internazionali
| Paese                                                                  | Nome                            | Canale          | Vincitore |
| Africa                                                                 | Project Fame                    | M-Net           | - Lindiwe Alam (Zambia) |
| Argentina                                                              | Operación Triunfo               | Telefe          | - Claudio Basso (2003) - José García (2004-2005) - Benjamín Rosales (2005-2006) - Cristian Soloa (2009)                                                      |
| Austria                                                                | Starmania                       | Orf             | - Nadine |
| Brasile                                                                | Fama                            | Globo           | - Vanessa Jackson - Marcus Vinícius - Tiago Silva - Fabio Souza - I.P.                                                                                       |
| Bulgaria                                                               | Star Academy                    | NTV             | - Marin Yonchev |
| Canada                                                                 | Star Académie                   | TVA             | - Wilfried Le Bouthillier - Stéphanie Lapointe - Marc-André Fortin                                                                                           |
| Cile                                                                   | Operación Triunfo               | Mega            | - Mónica Rodríguez |
| Francia                                                                | Star Academy                    | TF1             | - Jenifer - Nolwenn Leroy - Elodie Frégé - Grégory Lemarchal - Magalie Bonneau - Cyril Cinélu - Quentin Mossimann - Mickels Rea - Anisha Jo - Pierre Garnier |
| Germania                                                               | Fame Academy                    | RTL II          | - Become One |
| Grecia                                                                 | Fame Story                      | ANT1            | - Notis Christodoulou - Kalomoira Sarantis - Periklis Stergianoudis - I.O.                                                                                   |
| India                                                                  | Fame Gurukul                    | SET             | - Qazi Touqeer & Ruprekha Banerjee |
| Italia                                                                 | Operazione Trionfo/Star Academy | Italia 1, Rai 2 | - Bruno Cuomo - Nessuno |
| Medio Oriente                                                          | Star Academy                    | LBC             | - Mohammad Attia - Hisham Abdul - Joseph Attieh |
| Messico                                                                | Operación Triunfo               | Televisa        | - Darina Márquez |
| Paesi Bassi                                                            | Starmaker                       | Yorin           | - Sita Vermeulen |
| Portogallo                                                             | Operaçao Triunfo                | RTP             | - Sofia Barbosa - Sofia Vitória |
| Regno Unito                                                            | Fame Academy                    | BBC             | - David Sneddon - Alex Cornwall |
| Romania                                                                | Star Factory                    | Prima TV        | - Alex |
| Russia                                                                 | Fabrika Zvezd                   | Pervyi kanal    | - Pasha Artemyev - Polina Gagarina - Nikita O'Malinin - Irina Dubcova - Viktorija Dajneko - Dzmitryj Kaldun - Anastasija Prychod'ko                          |
| Spagna                                                                 | Operación Triunfo               | TVE Telecinco   | - Rosa López - Ainhoa Cantalapiedra - Vicente Seguí - Sergio Rivero - Lorena Gomez - Virginia Maestro                                                        |
| Stati Uniti                                                            | Fame Academy                    | ABC             | * I.P. |
| Turchia                                                                | Akademie Türkiye                | ATV             | * |
| Ucraina                                                                | fabrica zirok                   | novij           | * |
| Croazia, Bosnia ed Erzegovina, Macedonia del Nord, Montenegro e Serbia | Operacija Trijumf               | B-92            | * Adnan Babajić |

- (I.O.) In onda, (I.P.) In preparazione.
- (1) Versione pan-regionale con concorrenti provenienti da 11 paesi: Sudafrica, Botswana, Namibia, Zambia, Zimbabwe, Malawi, Kenya, Tanzania, Uganda, Ghana e Nigeria.
- (2) Versione pan-regionale con concorrenti provenienti da 18 paesi: Algeria, Libano, Marocco, Siria, Arabia Saudita, Sudan, Libia, Giordania, Tunisia, Kuwait, Palestina, Bahrein, Egitto, Yemen, Iraq, Qatar, Oman e Emirati Arabi Uniti.
- (3) TVE ha trasmesso le prime 3 edizioni, poi ha rinunciato al programma, vendendolo all'italo-spagnola Telecinco.